# Municipio de Tuxpan (Nayarit)
El municipio de Tuxpan es uno de los 20 municipios en que se divide el estado mexicano de Nayarit. Siendo su cabecera municipal la población del mismo nombre.

## Historia
En la época prehispánica Tuxpan fue un asentamiento importante denominado Ayutuxpan, el cual tributaba al reino de Sentispac. En la localidad de Coamiles establecieron su más importante centro ceremonial; según el historiador Cristian Duverger, el centro ceremonial está compuesto de varios tipos de estructuras, a la fecha se conocen 40, que contienen más de 150 grabados y su arquitectura es de piedras estucadas con relleno de adobe. Forma parte de un arreglo megalítico compuesto de grandes bloques tallados, organizados horizontal y verticalmente, combinados con rocas voluminosas.
Durante su expedición militar, el conquistador Nuño Beltrán de Guzmán cruzó por estas tierras. En 1607 se fundó el convento de Santa Catalina en Tuxpan, cuyo propósito fue el de evangelizar a los indígenas. Después de la Independencia, Tuxpan fue subprefectura del naciente territorio de Tepic, posteriormente, se anexó al municipio de Santiago Ixcuintla y, a partir de la promulgación de la Constitución de 1917, quedó constituida como municipio del Estado Libre y Soberano de Nayarit. Dos años después, a solicitud de los campesinos, se llevó a cabo la dotación de tierras del ejido de Tuxpan, el más grande de México.

## Cronología de Hechos Históricos
1530.- Nuño Beltrán de Guzmán cruzó por esta localidad rumbo a la zona de Aztlán
1607.- Se fundó el Convento de Santa Catalina
1885.- Se convirtió en Subprefectura del territorio de Tepic
1917.- Se convirtió en municipio del estado libre y soberano de Nayarit
1919.- Se realizó formalmente la dotación de tierras a campesinos de Tuxpan, formando el Ejido más grande de México
Se localiza al poniente del estado de Nayarit, entre los paralelos 21º 52' y 22º 01' de latitud norte y los meridianos 105º 12' y 105º 27' de longitud oeste; limita al norte con el municipio de Rosamorada, al sur con Santiago Ixcuintla, al poniente con este mismo y al oriente con Ruíz.
2018.- El día 24 de octubre de 2018, el municipio de Tuxpan resultó gravemente afectado por las inundaciones ocurridas debido a la presencia e impacto del huracán Willa, este suceso ocasionó graves daños en el pueblo de Tuxpan así como otros de este municipio;
Varias carreteras fueron obstruidas por las crecientes del río San Pedro, el cual afecto a gran mayoría del pueblo de Tuxpan, tanto que en algunos puntos el agua Rebazo los 2 metros de altura, siendo así por mucho esta una de las peores inundaciones que ha sufrido el municipio.

## Geografía

### Extensión
Su extensión territorial es de 314.744 kilómetros cuadadros que representan el 1.8% de la superficie total del estado, ocupando el decimoséptimo lugar estatal, en cuanto a su dimensión territorial.

### Orografía
Aproximadamente el 98% de la superficie del municipio son zonas planas, tiene sólo dos elevaciones principales, a saber: el Cerro Grande de Peñas con 400 msnm y el Cerro de Coamiles con 240 msnm. Tiene una altura media sobre el nivel del mar de 10 metros.

### Hidrografía
Por el municipio de Tuxpan cruza el río San Pedro, que irriga el 70.12% de la extensión territorial. Por su parte, el río Acaponeta complementa el aspecto hidrológico municipal. Las crecientes del río San Pedro han ocasionado inundaciones en sus zonas bajas. Tiene una zona estuarina donde desemboca este río conocida como Unión de Corrientes, existen también las lagunas de: Mexcaltitán, Los Patos, La Punta, Los Patitos y otras.

### Clima
Es cálido subhúmedo con lluvias de junio a octubre, los meses calurosos son de mayo a octubre. Vientos moderados de poniente a oriente. La precipitación pluvial frecuentemente inunda el municipio. Su temperatura varía en tres los 32y los 50°grados y una temperatura media de 38 grados anuales, su temperatura histórica es de 50.6° registrados en julio de 2023.

## Principales Ecosistemas
Existe vegetación de tipo selvático, propia de las zonas de grandes lagunas y manglares, y una amplia zona de palapares. Entre la fauna silvestre del municipio se encuentra el armadillo, jabalí, conejo y una gran variedad de reptiles propios de la selva tropical. En la zona de estuarina, existe además una gran diversidad de aves y fauna marina.

### Recursos Naturales
La zona estuarina dispone de excelentes recursos pesqueros, donde se explota el camarón y diversas especies de pescado de escama. Dispone también de recursos agrícolas con suelos de gran calidad.
Los recursos naturales de nayarit son las marismas principalmente

### Características y Uso del Suelo
El 53% del suelo se usa para la agricultura, en donde sus tierras fértiles se utilizan para el cultivo de frijol, tabaco, sorgo, maíz, melón, sandía, mango y algunas hortalizas exóticas de exportación. El resto está conformado por 14% de selva; 24% de bosques con palmas de coquito de aceite, higueras y mangle blanco y el restante 9% de pastizales.

## Perfil sociodemográfico

### Grupos Étnicos
La población indígena representan el 0.2% de la población municipal con 56 habitantes hablantes de alguna lengua indígena. Las etnias predominantes son: la Cora y Huichol.

### Evolución Demográfica
Es el municipio que presenta la mayor tasa de crecimiento negativo poblacional en el estado, con un -1.28%, como promedio anual durante el periodo 1990-1995, al pasar de los 34,268 habitantes que existían en 1990 a los 31,867 habitantes en 1995.
La población censada en los años de 1960, 1970 y 1980 fueron de 20,361, 27,947 y 34,079 habitantes, respectivamente. La densidad poblacional es de 67 habitantes por kilómetro cuadrado. El 50.1% de su población es del sexo femenino.

### Religión
La religión predominante es la católica con 95% de la población, 2.2% que no profesan ninguna religión y el resto que profesa la protestante, los testigos de Jehová, cristianos, apostólicos y otras no especificadas.

## Infraestructura social

### Educación
El municipio dispone de la siguiente infraestructura educativa: 15 planteles de nivel preescolar, 25 de nivel primaria, 12 de nivel secundaria, 6 de nivel medio técnico profesional y 4 de nivel bachillerato. También se dispone de una biblioteca pública en la cabecera municipal. El índice de analfabetismo es del 9.60%.

### Salud
Los servicios médicos de asistencia social para la población abierta disponen de 4 centros de salud de los Servicios de Salud de Nayarit, uno de ellos de segundo nivel. La población derechohabiente es atendida por dos instituciones; lSSSTE e IMSS, la primera con dos clínicas de consulta externa y la segunda con servicio de hospitalización, aunque ambas, se muestran limitadas en el ámbito de medicinas esenciales para el tratamiento a pacientes con padecimientos crónicos; Principalmente el Asma, ya que faltan las medicinas:Dexametasona o Betametasona y el crucial Combivent, que contiene Salbutamol preparado y listo para usarse en la Nebulización, Principalmente En el Centro Médico del IMSS que se encuentra en la calle principal, justamente entrando en el poblado. El DIF participa en este servicio con una unidad de primer nivel. Por la cercanía de las comunidades y la reducida cantidad de habitantes, la cobertura de los servicios alcanza el 100%.

### Abasto
La cabecera municipal de Tuxpan es una localidad de gran afluencia comercial que dispone de comercios particulares, tiendas de autoservicio y mercado público que cubren el consumo de artículos de primera necesidad. En las zonas rurales existen tiendas para el abasto de productos de primera necesidad.

### Deporte
La cabecera municipal tiene un estadio para actividades de béisbol y fútbol, cuenta con una unidad deportiva para varias disciplinas, gimnasios y diferentes canchas deportivas. Las colonias de la cabecera municipal y así como las comunidades menores disponen de canchas de fútbol y béisbol llaneras.

### Vivienda
El municipio cuenta con 7,590 viviendas, de las cuales 7,580 son clasificadas como particulares y 10 colectivas. El promedio de ocupantes es de 4.2 habitantes por vivienda.
Las viviendas en la cabecera municipal son construcciones modernas y de materiales de alta resistencia. En las zonas rurales, las construcciones son rústicas de materiales ligeros, madera, adobe, ladrillo, y lámina. Por el clima caluroso los techos de las viviendas son altos. De las viviendas localizadas en el municipio el 98.6% dispone de energía eléctrica, 86.6% de agua potable y 64.7% de drenaje.

### Servicios Públicos
Los servicios públicos que ofrece el municipio en la cabecera municipal y las principales localidades son: alumbrado público, agua potable, alcantarillado, parques, jardines, centros deportivos y recreativos, mercado público, rastro, cementerio y seguridad pública.

## Infraestructura de comunicaciones

### Medios de comunicación
El municipio dispone de red telefónica con cobertura nacional e internacional con la compañía TELMEX, la cual también es la única en brindar servicio de internet de Banda Ancha para los hogares, tiene cobertura de las redes de Telefonía celular de TELCEL y MOVISTAR, cuenta con tres unidades de telégrafos, una administración de correos y 8 agencias de correos en igual número de localidades. Recibe las señales de televisión y radio estatales, regionales y nacionales y circulan periódicos locales, estatales, regionales y nacionales.

### Vías de comunicación
La red carretera del municipio es de aproximadamente 45.9 kilómetros, de los cuales 29.1 son alimentadores estatales pavimentados; 8km forman parte de la carretera federal número 44 la cual es la que comunica a la cabecera municipal con la carretera federal número 15 México- Nogales y 5 caminos rurales revestidos.
Cuenta con una terminal de autobuses con servicio local y regional y dispone, en la cabecera municipal, de una aeropista

## Actividad económica
Principales Sectores, Productos y Servicios
Agricultura
Los principales cultivos en el municipio son: frijol, sorgo, tabaco, plátano y mango. La superficie total sembrada es de 14,330 hectáreas que representan el 4% de la superficie total sembrada en el estado y el 30.23% del municipio.

### Ganadería
La ganadería, aun cuando se desarrolla en menor escala, es importante para el abasto local; así, el municipio cuenta con 15,921 cabezas de ganado bovino, con 4,042 cabezas de porcino, 3,211 de equino y 2,697 de caprino, adicionalmente se crían 17,217 aves y se produce miel en 17 colmenas.

### Silvicultura
Se producen algunas variedades de mangle, para el consumo local, y palapa para sombra en la producción del tabaco de la región, existiendo 50 unidades de producción forestal y 50 de recolección.

### Pesca
La zona estuarina de Tuxpan hace que el municipio sea uno de los de mayor potencial pesquero, sobre todo en camarón. El volumen de la pesca asciende a 6 toneladas anuales, entre las que destacan: la lisa, robalo, camarón, mojarra, curvina y constantino.

### Manufactura
Se cuenta con 108 establecimientos manufactureros, 60 de los cuales pertenecen al subsector de productos alimenticios, bebidas y tabaco con una producción bruta de 7,579 miles de pesos, que representan el 82% de la producción bruta de la industria municipal. Le sigue en importancia el subsector de productos minerales no metálicos, que representa el 7% de la producción bruta del sector y el subsector de productos metálicos, maquinaria y equipo, que representa el 3% de la producción bruta del sector dentro del municipio.

### Comercio
Existen 672 establecimientos comerciales, de los cuales 33 son de comercio al mayoreo y 639 al menudeo. El comercio más importante es el de autopartes y refacciones para maquinaria agrícola, el de los abarrotes al medio mayoreo, el de ropa, calzado y muebles para el hogar.
Población Económicamente Activa por Sector
La P.E.A. municipal representa el 30% de la población total. La población productiva se distribuye de la siguiente manera: el 42.7% en actividades del sector agropecuario, el 12% en actividades del sector manufacturero y 42.2% en el sector servicios. El restante 3.1% se ubica en actividades no especificadas.

## Atractivos culturales e históricos

### Monumentos Históricos
Destacan la parroquia de San Miguel Arcángel, que data del siglo XIX; y el edificio de la Presidencia Municipal construido a mediados del presente siglo.
Fiestas, Danzas y Tradiciones
Durante el mes de abril, año con año, Tuxpan celebra su feria con exposiciones ganaderas y agrícolas, eventos culturales, concursos, eventos deportivos, jaripeos y juegos pirotécnicos. La fiesta religiosa en honor de San Miguel Arcángel se celebra el día 29 de septiembre con peregrinaciones, danzas prehispánicas, bailes y juegos pirotécnicos.

### Música
La música que más se escucha es la de banda tipo sinaloense, rock, pop, reggae, alternativo, el mariachi y los tríos.

### Artesanías
En la zona de la costa y la cabecera municipal se pueden encontrar artesanías con materiales de conchas, caracoles y diversos elementos del mar.

### Gastronomía
El municipio es rico en la preparación de platillos elaborados con mariscos, en especial el camarón. De su cocina también destacan el pescado sarandeado, la sopa de jaiba, el pollo asado a la leña, las carnitas y el chicharrón de cerdo, la birria, el pozole y los antojitos mexicanos. Asimismo se elaboran dulces de coco (cocadas) y los plátanos deshidratados (pancles), empaquetados en su propia corteza.
Duritos de ceviche, atole de cocos de aceite (coyules) y empanadas de camarón.

### Centros turísticos
El cerro de Peñas es uno de los principales atractivos para las personas que les gusta ir a caminar, hacer ciclismo o simplemente para apreciar su naturaleza ya que existe abundante flora y fauna, cuenta con 5 km de camino para llegar a la cima en donde se puede apreciar una hermosa vista de paisajes y pueblos vecinos, tiene una altura de 400 msnm. A cuatro kilómetros del entronque con la carretera federal México-Nogales y a la misma distancia de la cabecera municipal se ubica la zona arqueológica de Coamiles, donde se encuentran diversos petroglifos, bajorrelieves con trazos superficiales en piedra, grabados que representan fenómenos naturales y significados diversos de nuestros antepasados. Se tiene también la zona de esteros donde se puede practicar la pesca, navegar por los diversos canales que conforman la zona y por la desembocadura del río San Pedro. Un atractivo más, lo es sin duda, sus ricas flora y fauna. Sus mejores marismas se encuentran en el Ejido de unión de corrientes, municipio de Tuxpan.

## Localidades
La población que comprende el municipio, es de 31,867 habitantes. Las localidades con mayor población son: Tuxpan con 22,481 habitantes; Coamiles con 3,127; Palma Grande con 2,706; Peñas con 2,132; y, Unión de Corrientes con 1,192, que representan el 99% de la población, el 1% restante se asienta en 20 pequeñas entidades.